# SMS Strassburg (1911)
SMS Strassburg («Страсбург») — лёгкий крейсер класса «Магдебург» германских имперских ВМС (Кайзерлихмарине). В этот класс также входили три других крейсера: «Магдебург», «Бреслау» и «Штральзунд». Крейсер «Страсбург» был построен на имперской верфи (Kaiserliche Werft) в г. Вильгельмсхафен в период с 1910 по октябрь 1912 г, после чего он вошёл в состав Флота Открытого моря (Гохзеефлотте). Корабль был вооружён главной батареей из двенадцати орудий SK L/45 калибра 10,5 см, развивал скорость в 27,5 узлов (50,9 км/ч).
Первые годы «Страсбург» провёл на заморской службе, после чего был придан разведывательным силам Гохзеефлотте. Участвовал в сражении у Гельголандской банки в августе 1914 году и в рейде на Скарборо, Хартлпул и Уитби в декабре 1914 года. В 1916 году корабль был переведён на Балтику для действий против российского флота. Участвовал в операции «Альбион» в Рижском заливе в октябре 1917 года, где прикрывал линкоры «Кёниг» и «Маркграф» в ходе битве за Монзунд. Вернулся в Северное море для участия в запланированных операциях против британского Гранд-флита в последние недели войны, экипаж принял участие в мятежах, приведших к окончании войны.
Корабль короткое время служил в новосозданном Рейхсмарине в 1919 году, после чего был передан Италии в качестве военного приза. Формальная передача состоялась в июле 1920 года. Крейсер был переименован в «Таранто» и служил в итальянском флоте. В 1936—1937 годах был перестроен для колониальной службы, были установлены противовоздушные орудия. Крейсер не участвовал в значительных сражениях Второй мировой войны до самого заключения Италией перемирия с союзниками. Итальянские моряки затопили корабль, после чего его подняли и захватили гитлеровцы. В октябре 1943 года крейсер был потоплен бомбардировщиками союзников. Немцы снова подняли корабль, и снова он был потоплен бомбардировщиками союзников в сентябре 1944 года. В итоге «Таранто» был разделан на металл в 1946—1947 годах.

## Конструкция
«Страсбург» был заложен по контракту «Эрзац Кондор» в 1910 году на кайзеровской верфи (Kaiserliche Werft) в г. Вильгельмсхафен. 24 августа 1911 года корпус был спущен на воду, после чего начались работы по достройке корабля. 9 октября 1912 года корабль вошёл в состав Флота открытого моря (Гохзеефлотте). Был 138,7 м длиной, 13,5 м шириной, имел осадку в 4,25 м, водоизмещение в 5 281 т при полной боевой загрузке. Двигательная установка состояла из двух установок паровых турбин системы AEG-Vulcan, приводящих в действие два 3,4 м винта. Индикаторная мощность составляла 25 тыс. лошадиных сил (18 390 кВт), на службе крейсер развил мощность в 33 482 пс (24 626 кВт). Пар для машины образовывался в шестнадцати водотрубных паровых котлах военно-морского типа, топливом для которых служил уголь. Позднее котлы были переделаны на нефть, что позволило увеличить их мощность. «Страсбург» развивал скорость в 27,5 узлов (50,9 км/ч). Крейсер мог нести 1200 тонн угля и дополнительно 106 тонн нефти, что обеспечивало дальность плавания в 5820 морских миль (10 780 км) на скорости в 12 узлов (22 км/ч). Экипаж крейсера состоял из 18 офицеров и 336 матросов.
Вооружение крейсера составляли двенадцать 105 мм скорострельных орудий системы SK L/45 на одиночных опорах. Два орудия были размещены рядом на носу, восемь вдоль бортов по четыре на каждом борту и два бок о бок на корме . Орудия имели максимальный угол возвышения 30 градусов, что позволяло им поражать цели на расстоянии в 12 700 м, боезапас составлял 1800 выстрелов, по 150 на орудие. Также крейсер нёс два 50-см подводных торпедных аппарата, с боезапасом по пять торпед на аппарат. Аппараты были установлены в корпусе судна под водой. Крейсер также мог нести 120 морских мин. Толщина стен рубки составляла 100 мм, палуба была прикрыта тонкой бронеплитой 60 мм толщины.

## Служба
Свой первый год с 1913 по 1914 годы «Страсбург» провёл на заморской службе. Крейсер был выбран для участия в долгом походе, чтобы определить новую турбинную силовую установку линкоров «Кайзер» и «Кёниг Альберт». Три корабля были собраны в специальный «Отдельный дивизион». Они покинули Германию 9 декабря 1913 года и проследовали к германским колониям в западной Африке. Корабли посетили Ломе в Тоголенде, Дуала и Викторию в Камеруне и Свакопмунд в германской юго-западной Африке. От Африки корабли пошли к острову Святой Елены, а оттуда в Рио-де-Жанейро, куда прибыли 15 февраля 1914 года. «Страсбург» отправился с визитом в Буэнос-Айрес (Аргентина), после чего вернулся и присоединился к двум линкорам в Монтевидео. Корабли пошли на юг вокруг мыса Горн, а оттуда на север к Вальпараисо. Туда они прибыли 2 апреля и пробыли там неделю.
11 апреля корабли вышли из Вальпараисо. На обратном пути в Германию они посетили порт Байя-Бланка (Аргентина), вернулись в Рио-де-Жанейро, пересекли Атлантику, сделали остановку в Кабо-Верде, на Мадейре и у Виго (Испания). Корабли прибыли в Киль 17 июля 1914 года. В ходе плавания они прошли 37 тыс. км. Через неделю 24 июня Отдельный дивизион был распущен. После возвращения в Германию «Страсбург» провёл большую часть службы в разведывательных силах Гохзеефлотте. 16 августа две недели после начала Первой мировой войны крейсера «Страсбург» и «Штральзунд» отправились в Хофден на поиски британских разведывательных сил. Два крейсера встретили группу из шестнадцати британских эсминцев и одного лёгкого крейсера на дистанции примерно в 10 км. Поскольку британцы серьёзно превосходили в численности, германские крейсера оторвались от противника и вернулись в порт.
Спустя примерно две недели 28 августа «Страсбург» принял деятельное участие в битве у Гельголандской банки. Британские линейные и лёгкие крейсера атаковали германское разведывательное прикрытие под командой контр-адмирала Мааса у Гельголандской банки. «Страсбург» стал первым германским крейсером, вышедшим из порта на помощь германским разведывательным силам. В 11:00 «Страсбург» повстречал тяжело повреждённый британский крейсер «Аретьюза», получившим несколько попаданий от «Штеттина» и «Фрауенлоба». «Страсбург» атаковал «Аретьюзу», но был отброшен первой флотилией эсминцев. Крейсер потерял контакт с британцами в тумане, но после 13:10 снова засёк противника по шуму от британского обстрела, разрушившего германский крейсер «Майнц». Действуя вместе с крейсером «Кёльн» «Страсбург» серьёзно повредил три британских эсминца «Лаэртес», «Лаурел» и «Либерти», но снова был отброшен. Вскоре после этого вмешались британские линейные крейсера и потопили крейсер «Ариадне» и флагманский корабль Мааса «Кёльн». «Страсбург» и уцелевшие лёгкие крейсера отступили в туман, им на помощь подошли линейные крейсера из первой разведывательной группы.
«Страсбург» участвовал в рейде на Скарборо, Хартпул и Уитби 15-16 декабря, осуществлял разведывательное прикрытие линейных крейсеров контр-адмирала фон Хиппера первой разведывательной группы. После завершения обстрела городов немцы начали отступать, британцы пытались их перехватить. «Страсбург», два других крейсера, осуществлявших разведывательное прикрытие и две флотилии торпедных катеров вклинились между двух британских эскадр. Плотный туман снизил видимость до 3.700 м, на краткое время удалось заметить только крейсер «Штральзунд». Немцам воспользоваться плохой погодой и отступить . В 1916 году крейсер был переведён на Балтику и избежал участия в Ютландском сражении 31 мая 1916 года.
В 1917 году крейсер был приписан к четвёртой разведывательной группе, участвовавшей в операции «Альбион» против российских сил в Рижском заливе. 14 октября 1917 года в 06.00 «Страсбург», «Кольберг» и «Аугсбург» вышли из Либау чтобы прикрыть тралению мин в Рижском заливе. При подходе они были обстреляны российскими 300 мм (12 дюймовыми) береговыми орудиями и временно были вынуждены отойти. В 08.45 они встали на якорь у Михайловской банки, и тральщики начали прокладывать проходы через минные поля. Через два дня «Страсбург» и «Кольберг» присоединился к дредноутам «Кёниг» и «Кронпринц» в ходе прорыва в Рижский залив. В ходе последующем сражении за Моонзунд линкоры уничтожили старый российский броненосец «Слава» и вынудили другой броненосец — «Гражданин» покинуть залив. 21 октября «Страсбург» и «Маркграф» получили задачу атаковать остров Куно. Они обстреляли остров. «Страсбург» выпустил примерно 55 снарядов по порту Салисмюнде. 31 октября «Страсбург» доставил первого военного губернатора захваченных островов из Либау в Аренсбург.
В октябре 1918 года «Страсбург» был приписан в четвёртую разведывательную группу, принявшую участие в последней отчаянной атаке Гохзеефлотте. Адмиралы Шеер и Хиппер задумали нанести как можно больший ущерб британскому флоту, чтобы получить более выгодную позицию на переговорах для Германии, даже ценой флота. Утром 27 октября за несколько дней до начала планируемой операции около 45 членов экипажа машинного отделения «Страсбурга» сбежали с корабля и отправились в Вильгельмсхафен. Они были собраны и возвращены на корабль, после чего 4-я разведгруппа ушла в Куксхафен. Там команды всех шести крейсеров отказались работать в знак протеста против войны и в поддержку перемирия предложенного принцем Максимилланом. Утром 29 октября 1918 года вышел приказ на следующий день отплыть из Вильгельмсхафена. В ночь на 29 октября матросы с «Тюрингена» а затем с нескольких линкоров подняли мятеж. Бунт вынудил Шеера и Хиппера отменить операцию. В начале ноября «Страсбург» и «Бруммер» ушли в Засниц. Там, командир «Страсбурга» принял командование над военными силами в порту и пригласил матросский совет сформировать контролирующий орган [власти].

### На службе у Италии
После войны «Страсбург» краткое время прослужил в новосозданном Рейхсмарине в 1919 году. 10 марта 1920 года корабль был вычеркнут из военно-морского регистра и был передан Италии как военный приз. Крейсер был передан под литерой «О» 20 июля 1920 года во французский порт Шербур. 2 июня 1925 года «Страсбург» вошёл в состав итальянского королевского флота Regia Marina, его название было изменено в «Таранто». Первоначально, он был классифицирован как разведчик. Его два 8,8 см противовоздушные орудия были заменены на два итальянских 3-дюймовых/40 мм зенитных орудия. На следующий год на крейсере было установлено оборудования для несения разведывательного гидросамолёта «Macchi M.7». «Таранто» был отправлен к берегам итальянской восточной Африки. 19 июля 1929 года «Таранто» был переквалифицирован в крейсер. В 1931 году его гидросамолёт М7 был заменён на гидросамолёт CANT 24 R. В 1935—1936 годах крейсер предпринял новый тур в Восточную Африку.
По возвращении в Италию корабль в 1936—1937 годах был переоборудован для колониальной службы. Были убраны два котла и передняя дымовая труба, что снизило скорость корабля до 21 узла (39 км/ч), к началу войны скорость крейсера снизилась до 18 узлов (33 км/ч). Были установлено дополнительно восемь 20-мм и десять 13,2 мм орудий для противовоздушной обороны с близкой дистанции. Крейсер не выполнял значительных заданий в ходе второй мировой войны, хотя в начале июля 1940 года «Таранто», два минных заградителя и пара эсминцев поставили ряд минных полей в заливе Таранто и в южной части Адриатики, всего 2 335 мин. Впоследствии «Таранто» и другой бывший германский крейсер «Бари» были приписаны к специальному военно-морскому отряду (Forza Navale Speciale). Отряд должен был участвовать в планируемой высадке на британской Мальте в 1942 году, но операция была отменена.
В декабре 1942 года корабль выведен из состава флота в Специи. 9 сентября 1943 года на следующий день после заключения перемирия Италии с союзниками корабль был там затоплен, во избежание его захвата немцами, которые быстро оккупировали страну после капитуляции Италии. Гитлеровцы подняли крейсер, но 23 октября его потопили бомбардировщики союзников. Немцы снова подняли корабль и снова его потопили бомбардировщики 23 сентября 1944 года на внешнем рейде Ла Специа, куда немцы отбуксировали блокшив, чтобы заблокировать один из выходов в залив Ла Специа. В 1946—1947 годах «Таранто» был поднят и разделан на металл.